# Žlutý trikot

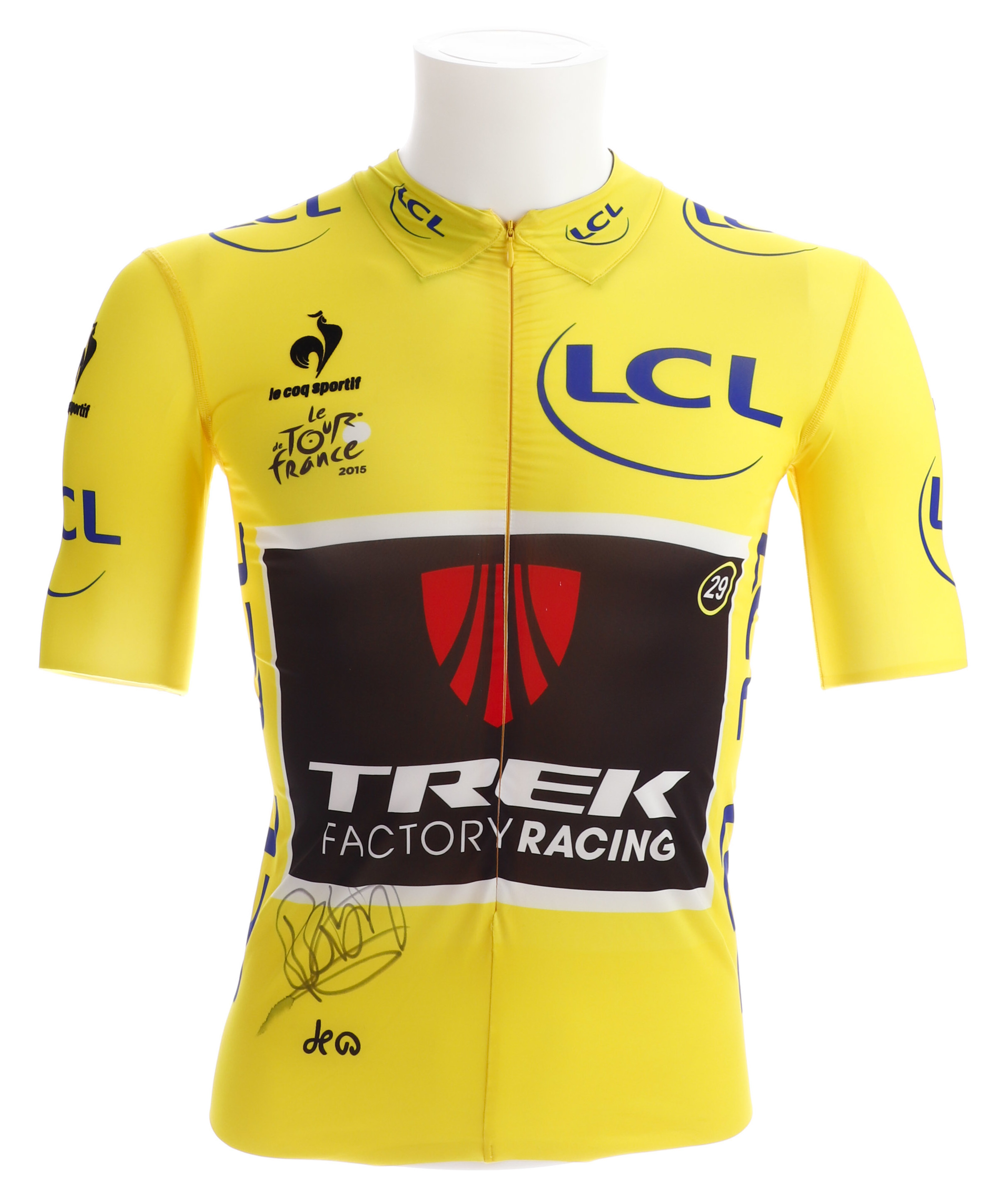
Žlutý trikot na Tour de France 2015 oblékaný Fabianem Cancellarou

Žlutý trikot (žlutý dres) je označení pro sportovní dres ve žluté barvě, který má právo nosit vedoucí průběžné klasifikace některých sportovních soutěží.
Původně se začal používat v roce 1919 pro závodníky etapového závodu v silniční cyklistice, ale později se jeho používání rozšířilo i na další, především lyžařské sporty.

## Cyklistika

### Tour de France
Jako první přišel s myšlenkou označit vedoucího jezdce závodu barevně odlišeným trikotem hlavní organizátor Tour de France Henri Desgrange. Žlutou barvu zvolil podle toho, že časopis L'Auto (předchůdce L'Équipe), který závod pořádal, byl tištěn na žlutě zbarveném papíře. Prvním závodníkem, který žlutý trikot (francouzsky Le maillot jaune) oblékl, byl 19. července 1919 Francouz Eugène Christophe. Od roku 1987 je sponzorem žlutého trikotu TdF banka Crédit Lyonnais.
Lídr celkové klasifikace se do žlutého trikotu obléká při slavnostním vyhlášení výsledků každé etapy, v cíli celého závodu v něm objíždí čestné kolo. V roce 2009 měli po čtvrté etapě Lance Armstrong a Fabian Cancellara shodný čas, žlutý trikot byl ponechán Cancellarovi jako vítězi úvodní časovky.
Do roku 2016 obléklo ve 2089 etapách Tour žlutý trikot 283 různých závodníků (nejvíc, 94, z domácí Francie). V ročníku 1958 a 1987 se ve žlutém trikotu vystřídalo rekordních osm cyklistů, naproti tomu Ottavio Bottecchia (1924), Nicolas Frantz (1928) a Romain Maes (1935) byli v čele celkového pořadí od první do poslední etapy.

#### Nejvíce etapových vítězství na Tour de France
Cyklisté kteří vyhráli nejvíce etap (včetně polovičních etap bez týmových časovek). Jezdci, kteří jsou stále aktivní, jsou označeni tučně.

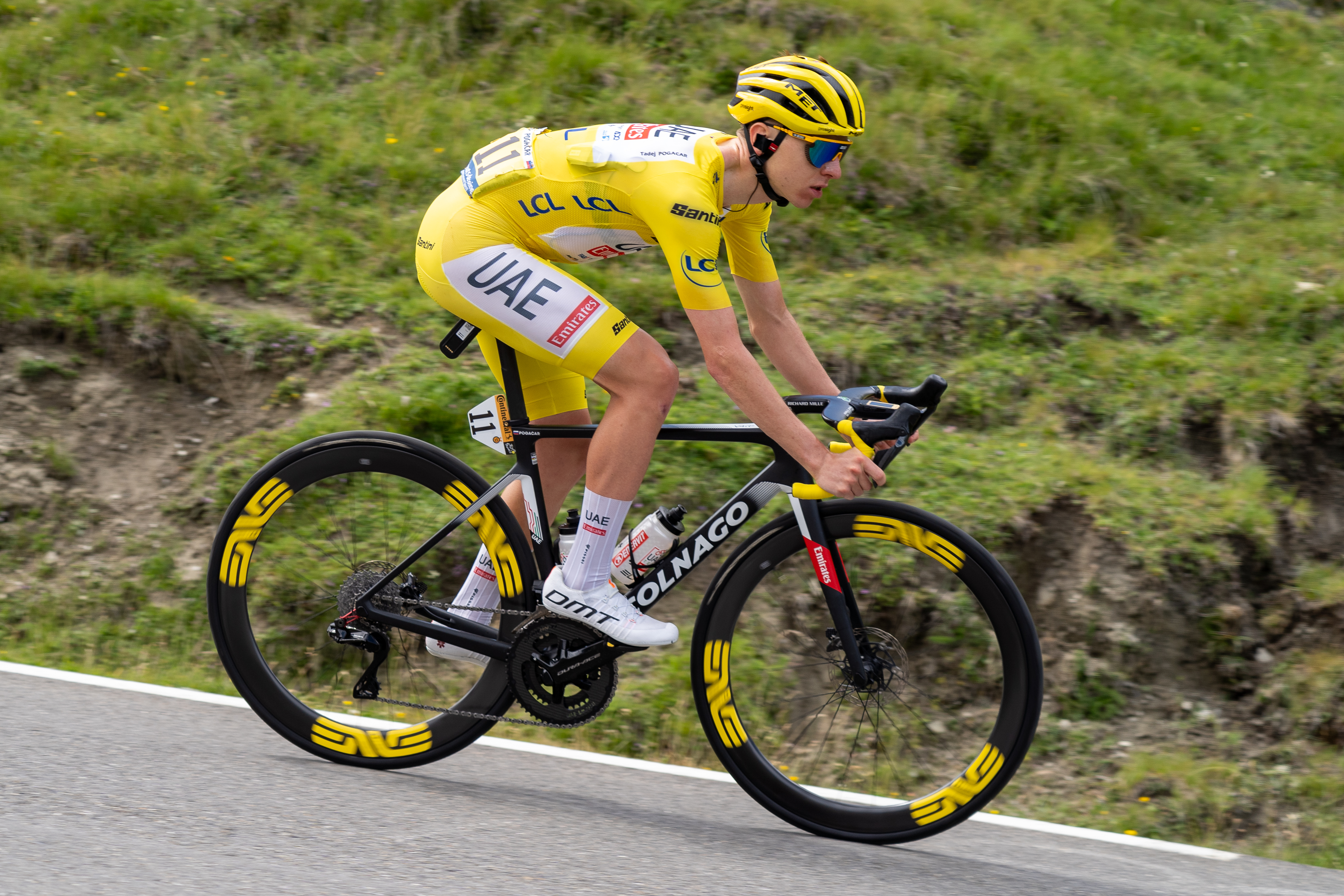
Tadej Pogačar ve žlutém trikotu při sjezdu z Col du Tourmalet na Tour de France 2024

- 35krát	 Mark Cavendish
- 34krát	 Eddy Merckx
- 28krát	 Bernard Hinault
- 25krát	 André Leducq
- 22krát	 André Darrigade
- 21krát	 Tadej Pogačar
- 20krát	 Nicolas Frantz
- 19krát	 François Faber
- 17krát	 Jean Alavoine
- 16krát	 Jacques Anquetil,  René Le Grevès,  Charles Pélissier
- 15krát	 Freddy Maertens
- 14krát	 Marcel Kittel
- 13krát	 Philippe Thys,	 Louis Trousselier
- 12krát	 Peter Sagan,  Gino Bartali,  Mario Cipollini,  Miguel Indurain,  Robbie McEwen,  Erik Zabel
- 11krát	 Jean Aerts,  Louison Bobet,  Raffaele Di Paco,  André Greipel

#### Cyklisté, kteří jeli ve žlutém trikotu nejvíc etap Tour de France

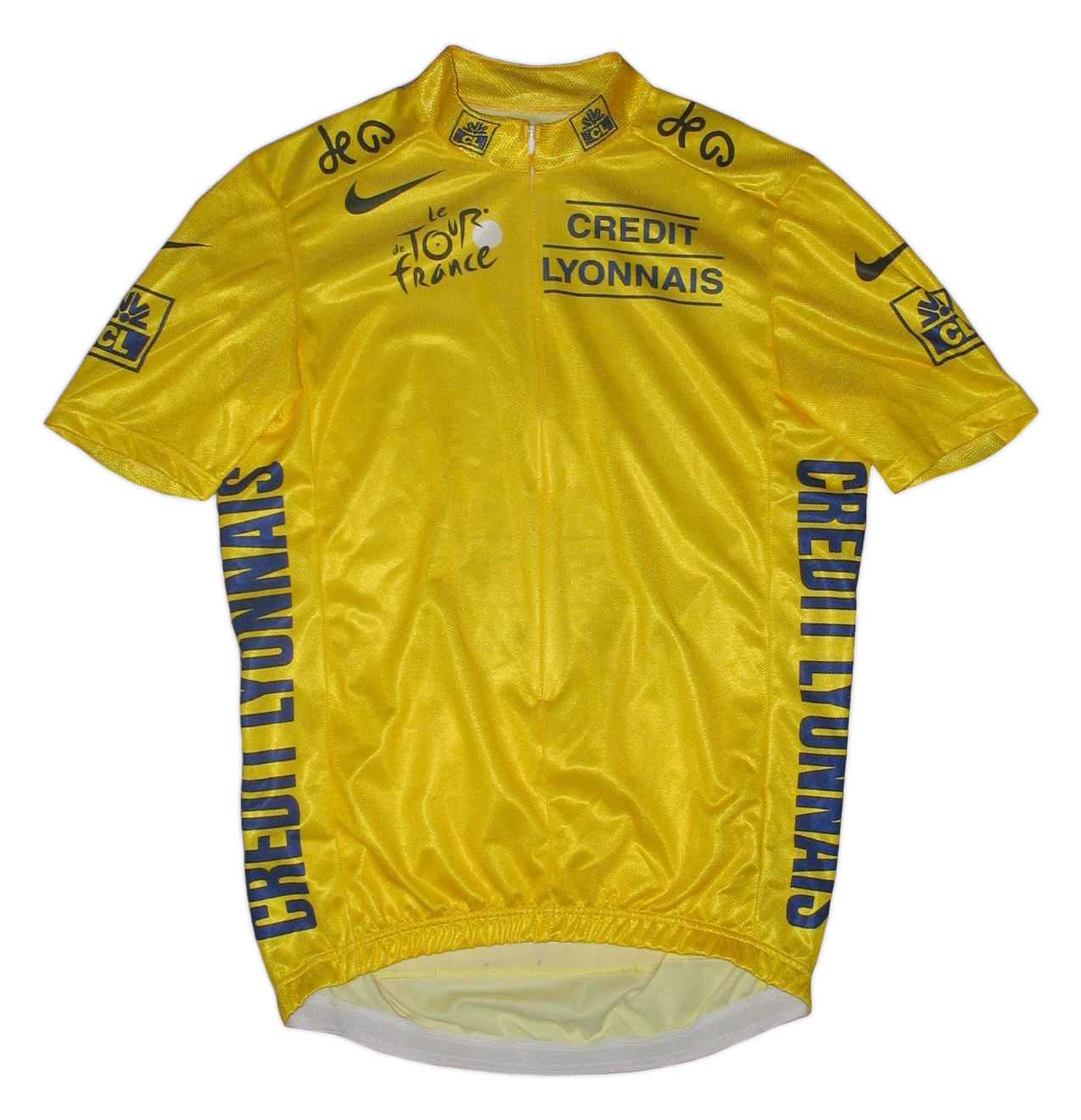
Obchodní verze žlutého trikotu na Tour de France 2004

- Eddy Merckx 96 (1969, 1970, 1971, 1972, 1974, 1975)
- Bernard Hinault 75 (1978, 1979, 1980, 1981, 1982, 1984, 1985, 1986)
- Miguel Indurain 60 (1991, 1992, 1993, 1994, 1995)
- Chris Froome 58 (2013, 2015, 2016, 2017)
- Tadej Pogačar 54 (2020, 2021, 2022, 2024, 2025)
- Jacques Anquetil 50 (1957, 1961, 1962, 1963, 1964)
- Antonin Magne 38 (1931, 1934)
- Nicolas Frantz 37 (1927, 1928, 1929)
- Philippe Thys 37 (1913, 1914, 1920)
- André Leducq 35 (1929, 1930, 1932, 1938)
- Louison Bobet 34	(1948, 1953, 1954, 1955)
- Ottavio Bottecchia 34 (1923, 1924, 1925)
- Fabian Cancellara 29 (2004, 2007, 2009, 2010, 2012, 2015)
- Sylvère Maes 26 (1936, 1937, 1939)
- René Vietto 26 (1939, 1947)
- François Faber 25 (1909, 1910, 1911)

Z účastníků na tomto seznamu se Fabian Cancellara  a René Vietto nikdy nestali celkovými vítězi Tour. Naproti tomu Jean Robic (1947), Charly Gaul (1958) a Jan Janssen (1968) vyhráli závod, i když odjeli ve žlutém trikotu pouze dvě etapy.
Patnáct závodníků odstoupilo z Tour v momentě, kdy měli na sobě žlutý trikot, převážně ze zdravotních závodů. V ročníku 2015 se to stalo dvakrát: Fabian Cancellara ve třetí a Tony Martin v šesté etapě utrpěli po hromadném pádu zlomeniny, které jim znemožnily pokračování v závodě.
Lance Armstrong nosil žlutý trikot v 83 etapách a vyhrál sedm ročníků, ale v roce 2012 byl usvědčen z užívání dopingu a všechny jeho výsledky byly anulovány.

### Další cyklistické závody
Žlutý dres jako označení vedoucího jezdce převzaly od Tour de France i další závody:
- Paříž–Nice
- Tour de l'Avenir
- Critérium du Dauphiné (s vodorovným modrým pruhem přes prsa)
- Kolem Německa
- Kolem Rakouska
- Kolem Polska
- Tour de Romandie
- Kolem Baskicka
- Okolo Slovenska[5]
- Závod míru (s modrým oválem nesoucím Picassovu holubici na zádech)

## Další sporty

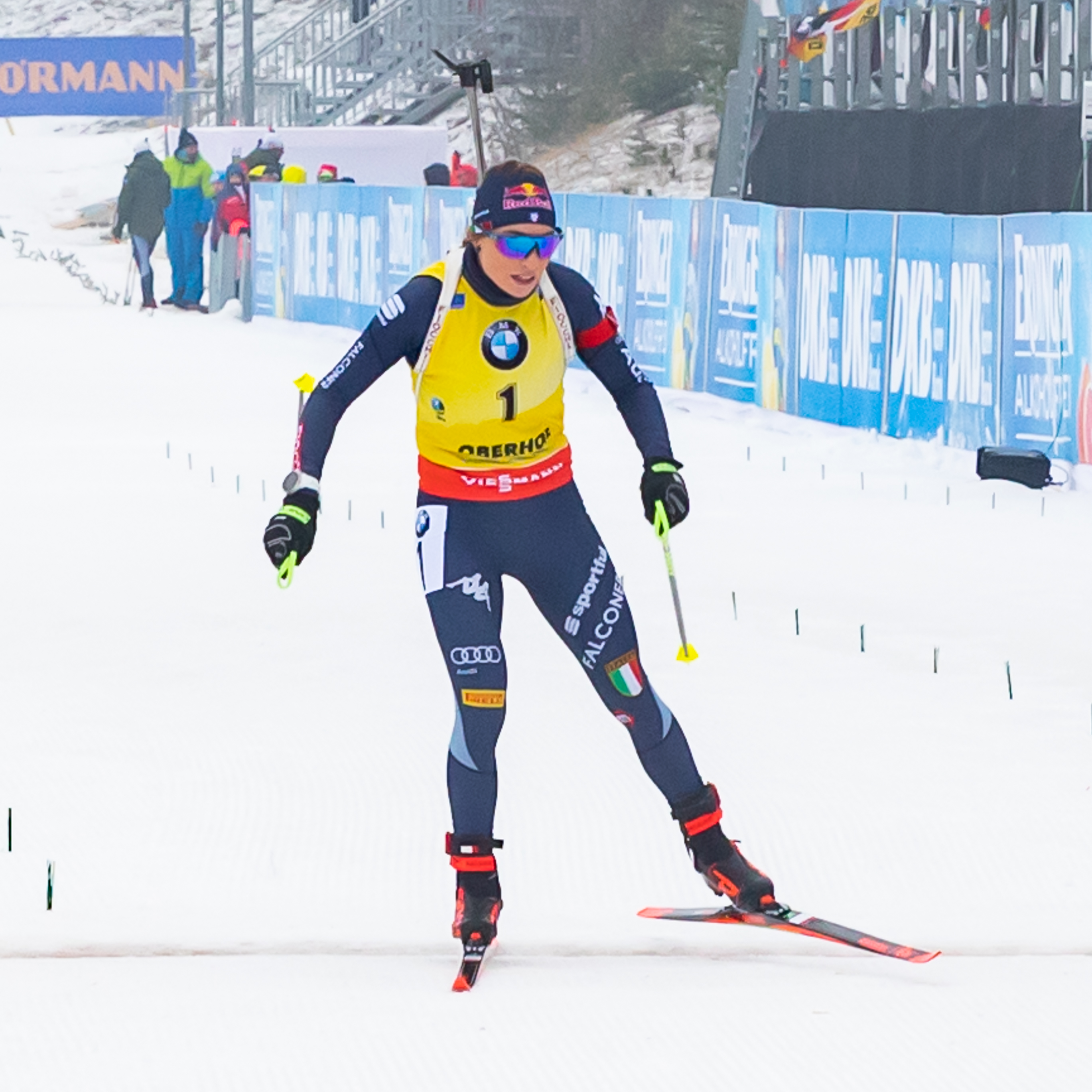
Italka Dorothea Wiererová ve žlutém dresu (2019)

Jako žlutý dres bývá označována také trikot se startovním číslem navlékaná přes kombinézu, kterou nosí vedoucí závodníci aktuálního pořadí Světového poháru v běhu na lyžích, Tour de Ski a Světového poháru v biatlonu.

### Biatlon
V biatlonu se obvykle nepoužívá pojme „žlutý dres“, ale „žluté číslo“. Později se zde, podobně jako v cyklistických závodech, začaly používat i jiné barvy. Např. v biatlonu se nyní (rok 2021) kromě žlutého čísla používá také:
- červené číslo pro závodníka průběžného hodnocení disciplíny (např. sprintu),
- modré číslo pro nejlepšího závodníka do 25 let v průběžném pořadí,
- zlaté číslo na mistrovství světa pro obhájce titulu, tedy vítěze aktuální disciplíny na předcházejícím mistrovství.